# Gota de Miel
Gota de Miel es un cultivar de higuera de tipo higo común Ficus carica, bífera (con dos cosechas por temporada, brevas e higos de otoño), con higos de epidermis con color de fondo verde amarillento y con sobre color amarillo verdoso. Se cultiva en la colección de higueras de Montserrat Pons i Boscana en Llucmajor, Islas Baleares.

## Sinonimia
- “Gota de Mel” en las Islas Baleares,[4][6][7]
- “Goteta de Mel” en la Comunidad Valenciana.

## Historia
Actualmente la cultiva en su colección de higueras baleares Montserrat Pons i Boscana, la higuera está ubicada en el higueral nuevo de "son Mut Nou", y fue incorporada a través del vivero de Toni Company "Foc".
La variedad 'Gota de Miel' fue introducida recientemente en el cultivo de las Islas Baleares a través de ejemplares de viveros. Es originaria de la Comunidad Valenciana.

## Características
La higuera 'Gota de Miel' es una variedad bífera de tipo higo común. Árbol de vigorosidad mediana, copa esparcida, de ramaje claro y follaje regular, con nula emisión de rebrotes. Sus hojas son de 5 lóbulos en su mayoría, de 3 lóbulos (30-40%) y menos de 1 lóbulo. Sus hojas con dientes presentes márgenes anchos casi ondulados. 'Gota de Miel' tiene mucho desprendimiento de higos, con un rendimiento productivo elevado y periodo de cosecha mediano. La yema apical cónica de color verde amarillento.
Los frutos de la higuera 'Gota de Miel' son brevas e higos de un tamaño de longitud x anchura:42 x 56mm, con forma piriforme, con un prominente cuello muy diferenciado, que presentan unos frutos medianos, simétricos en la forma, uniformes en las dimensiones, de unos 29,980 gramos en promedio, cuya epidermis es gruesa, de consistencia media y fina al tacto, color de fondo verde amarillento y con sobre color amarillo verdoso. Ostiolo de 0 a 1 mm con escamas pequeñas rosadas, cuando los higos están maduros presentan en el ostiolo una gota de líquido muy dulce como miel. Pedúnculo de 0 a 2 mm cilíndrico verde claro. Grietas reticulares muy finas. Costillas poco marcadas. Con un ºBrix (grado de azúcar) de 24 de sabor dulce meloso en brevas, de 20 en higos sabor menos dulce que en las brevas, con color de la pulpa blanquecina. Con cavidad interna pequeña o ausente, con pocos aquenios pequeños. Los frutos maduran con un inicio de maduración de los higos sobre el 2 de agosto al 22 de septiembre. Cosecha con rendimiento productivo elevado y periodo de cosecha mediano.
Se usa en fresco y seco en alimentación humana. Difícil abscisión del pedúnculo y con facilidad de pelado. Buena resistencia a las lluvias y rocíos, a la apertura del ostiolo, al agriado y mediana al transporte. Muy susceptibles al desprendimiento.

## Cultivo
'Gota de Miel', se utiliza en fresco y en seco. Se está tratando de recuperar de ejemplares cultivados en la colección de higueras baleares de Montserrat Pons i Boscana en Llucmajor.